# Ксерксов канал
Ксерксов канал ( грч. Διώρυγα του Ξέρξη, Диорига ту Ксеркси) је био пловни канал кроз корен полуострва Света Гора на Халкидикију, у северној Грчкој . Саграђен је одлуком персијског цара Ксеркса Првог Великог (486—465. п. н. е.) у 5. веку пре нове ере. Радове су водили инжењери Бубареј и Артахеј.
Ископавање канала било је део Ксерксових припрема за другу персијску инвазију на Грчку, у оквиру Грчко-персијских ратова. Ксерксов канал је један од малобројних трагова које је за собом Персијског царства оставило у Европи.

## Географски положај
Северни крај канала налазио се на источној страни села Неа Рода. Насеље је иначе настало тек 1923. године, када се након Грчко-турске размене становништва 40 породица доселило из насеља Рода (данас Нарли, тур. Narlı, округ Ердек на полустрву Капидаг), из Пропонтиде, са малоазијског приобаља Мраморног мора. Дотадашњи назив за предео где се канал налазио био је Превлака.
Путања канала је углавном ишла праволинијски на југозапад. Јужни крај канала налазио се западно од села Трипити. Иако прекривен наслагама земље и камена, траг канала и даље је видљив из ваздуха. Теренским истраживањима додатно је утврђено да је канал постојао.
Укупна дужина прокопа била је око 2 километра, ширина је била 30 метара а дубина 3 метра. Захваљујући описаним димензијама, кроз канал су могле да прођу тријере, оновремени моћни ратни бродови.
Координате северног краја канала су 40° 22′ 52.8″ N 23° 55′ 43.2″ E / 40.381333° С; 23.928667° И, док су координате јужног краја  40° 21′ 54.2″ N 23° 54′ 53.9″ E / 40.365056° С; 23.914972° И .

## Историја
Описујући Грчко-персијске ратове у својој ”Историји”, грчки историчар Херодот пише да је Мардоније, заповедник персијске војске у првој персијској инвазији на Грчку, изгубио 300 бродова и 20000 људи због олује која их је задесила код најисточнијег рта Атоса.

Планирајући другу инвазију на Грчку, не би ли избегао исте недаће, Ксеркс је наредио да се ископа канал на атоској превлаци . Херодот је претпостављао да је прилика да покаже моћ свог царства била један од чинилаца који је навео Ксеркса на овај подухват:
Како се мени чини, Ксеркс је ово одлучио из гордости, како би показао своју силу и оставио споменик својој моћи. Могли су просто превући бродове преко превлаке, но он је људима заповедио да ископају канал од једне до друге стране, широк колико да кроз њега две тријере упоредо пловити могу.
Руководиоци на изградњи су били Персијанци Бубареј, син Мегабазов, и Артахеј, син Артеја. Радови су трајали три године и завршени су 480. године п. н. е. Хародот пише како се на северној страни близу канала налазио град Акант (данаши Јерисос), док је на јужној страни превлаке био града Сана (локалитет близу данашњег Уранополиса). Радну снагу су чинили насилно прикупљени домороци, као и египатски и феничански радници. Херодот пише да је канал био дуг 12 стадија (око 1900 метара), као и да су на оба краја подигнути насипи како би се спречило да морски наноси запуше улазе. Канал је био употреби само током проласка персијске војске на југ, која се са Грцима сукобила у биткама код Артемизије и Саламине. После тога није био у употреби и брзо је изгубио намењену му функцију.

Канал је постојао 80 година касније, када га Тукидид помиње у ''Историји Пелопонеског рата'', око 400. године пре нове ере:
Након заузећа Амфипоља, Брасида је са савезницима кренуо у област звану Акте. Ово је познато место (Акте) од копна одвојено каналом који је направио краљ [Персије], а одвојена је и планина Атос која у Егејско море задире.

## Археологија
У истинитост Херодотових тврдњи сумњало се још у античко доба. Ипак, приликом геометарских премера и и геофизичких истраживања на полуострву полуострва потврђено је да је канал постојао.
У другом веку пре нове ере, Деметрије из Скепсиде је забележио да је лично видео трагове канала. Међутим, није успео да установи целокупни ток канала.
Трима засебним премера земљишта у скоријем добу, које су водили Француз Мари Шоазел-Гуфје у 18. веку, Томас Спрат из Енглеске 1838. и Немац Адолф Штрук 1901. године, пронађени су докази о постојању канала у средњем делу његове наводне руте. Међутим, до задње деценије 20. века још увек није било потврђено да је канал био ископан до краја, тј. до јужне стране полустрва. Док су једни претпостваљали да је канал досезао море код Трипитија, други су подупирали теорију да је канал ископан делимично, а да су бродови потом преношени копном до обале мора.
Деведесетих година 20. века извршено је заједничко британско-грчко истраживање терена. Техникама које се користе у сеизмичким истраживањима, као и анализом седимената, непобитно је утврђено да је канал ишао целом ширином превлаке. Тако су потврђене Херодотове тврдње о постојању прокопа, али и оне по којима је канал саграђен на брзину, те да је коришћен у врло кратком временском раздобљу.
Неки научници тврде да су радници на копању канала били како персијски војници, тако и домороци са Балкана, пре свих Грци и Трачани. Њихов је положај, по тим студијама, био дефинисан статутом курташа, односно радника чија су храна и плата падале на терет персијске државне благајне.

## Прочитајте и
- Ксерксови понтонски мостови